# 韋尼格羅德城堡

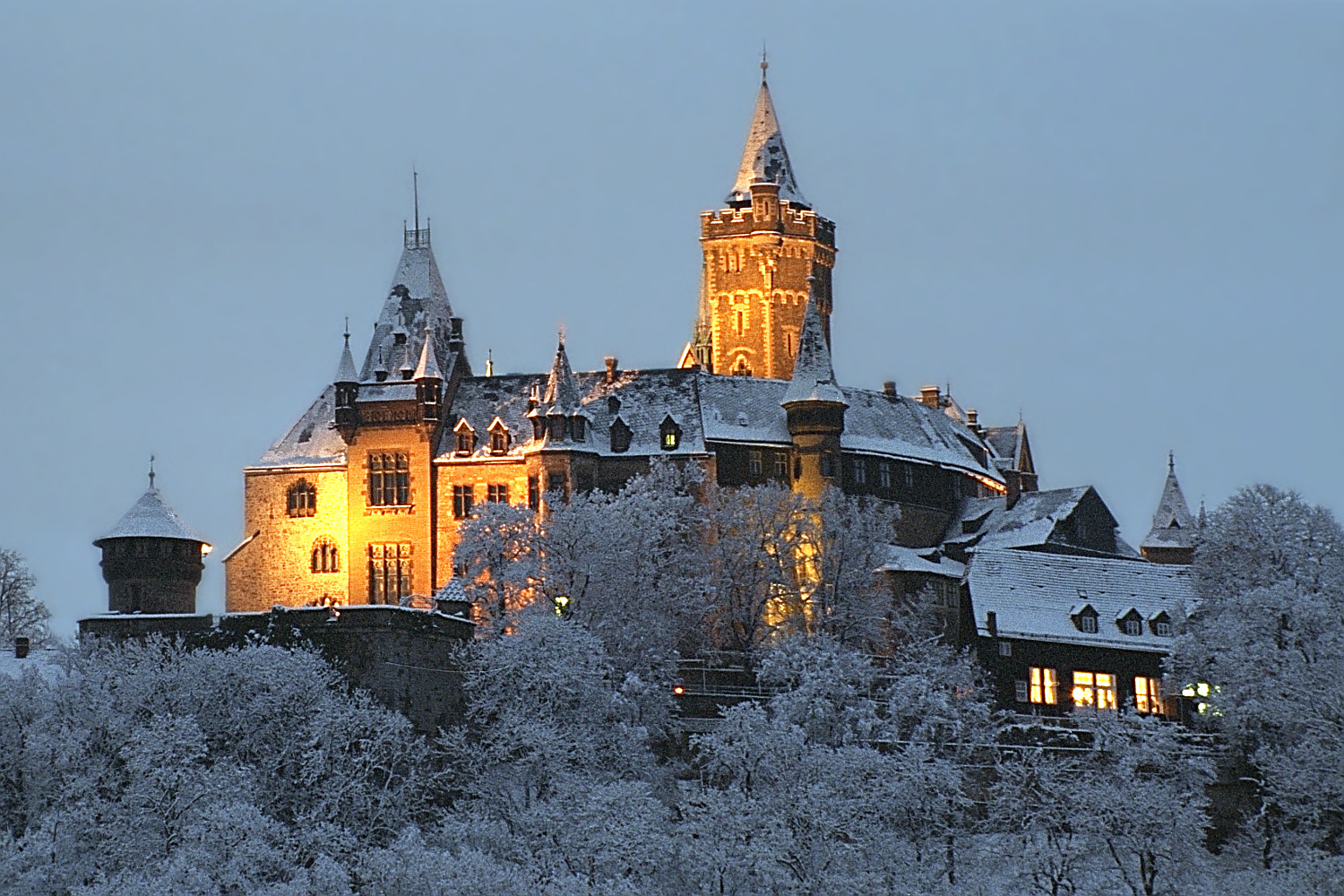
韋尼格羅德城堡

韋尼格羅德城堡（德語：Schloss Wernigerode）是位於德國城市韋尼格羅德附近的一座城堡。現在的韋尼格羅德城堡竣工於15世紀後期，風格類似新天鵝堡。韋尼格羅德城堡是薩克森-安哈爾特州遊客最多的景點之一。

## 外部連結
- 官方网站

51°49′49″N 10°47′42″E / 51.8302777778°N 10.795°E